# Salle des fêtes (palais de l'Élysée)
Pour les articles homonymes, voir Salle des fêtes (homonymie).

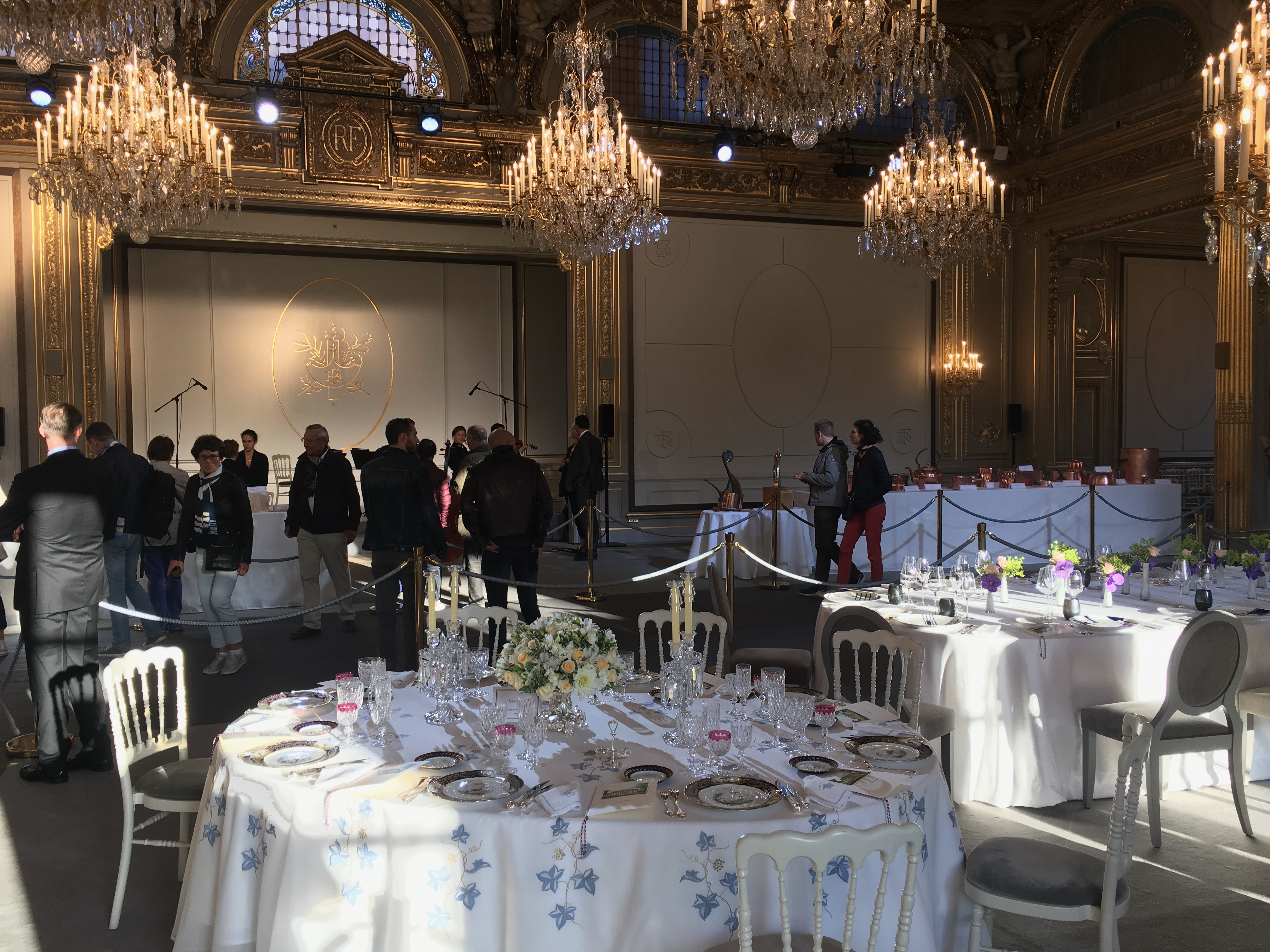
Salle des fêtes lors des Journées du patrimoine de 2019.

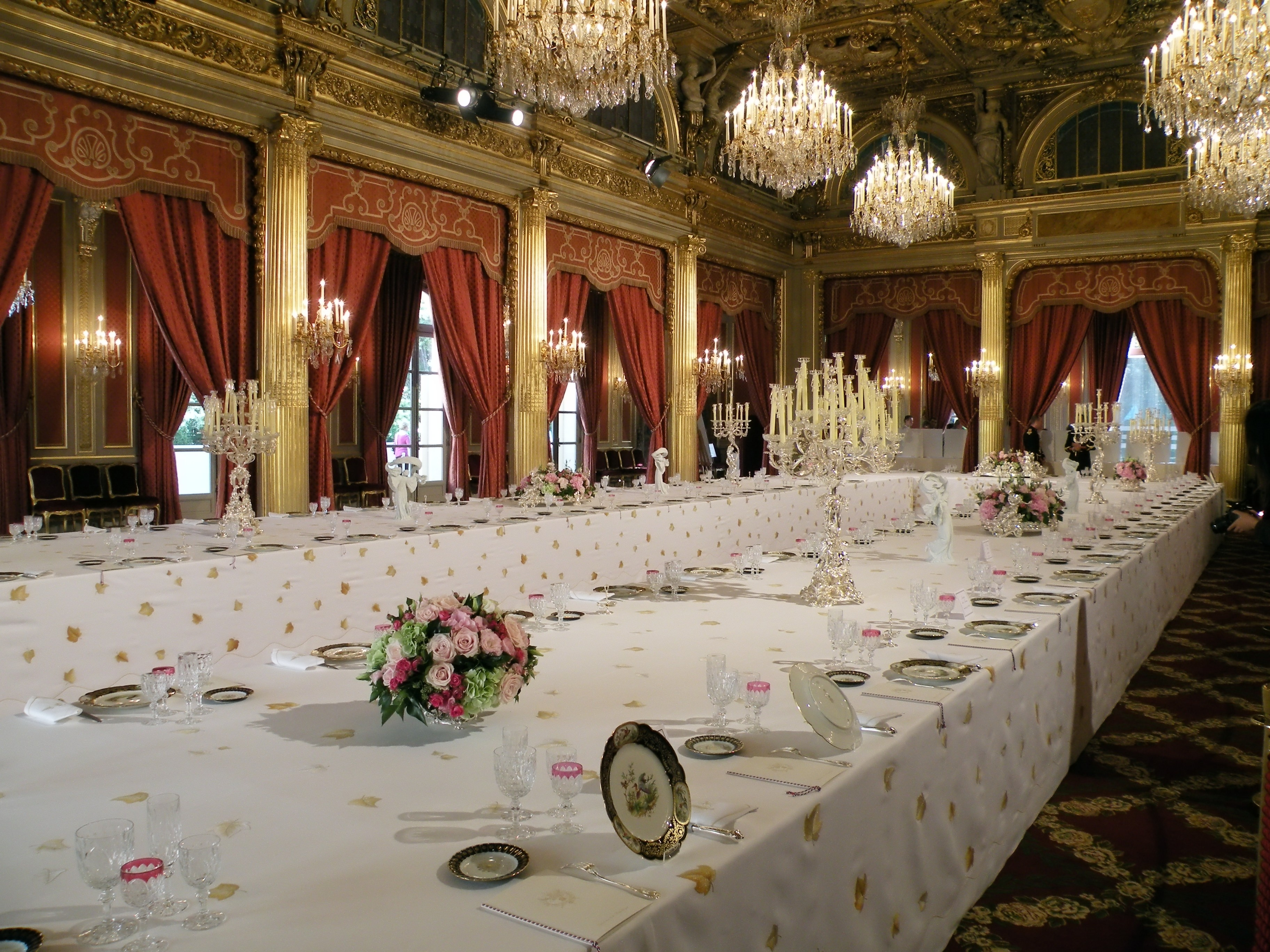
Salle des fêtes lors des Journées du patrimoine de 2010, avec les rideaux rouges qui seront retirés par Emmanuel Macron en 2018.

La salle des fêtes de l'Élysée est une des principales salles du palais de l'Élysée, utilisée pour les réceptions et les dîners d'État organisés par la présidence de la République française.

## Description

### Généralités
La salle des fêtes est décorée dans des nuances de ton rouge, elle est ornée de boiseries surchargées de dorures, de colonnes en stuc (flanquées de lourds doubles rideaux rouges), de nymphes (réalisées par Jean-Baptiste Lavastre, Camille Lefèvre et Édouard Pépin), de sculptures décoratives (de Florian Kulikowski, Hamel et Bouet).

### Scène de théâtre
Dans le mur ouest est aménagée une petite scène de théâtre, entourée de coulisses et loges d'artiste de part et d'autre et en sous-sol. En effet, jusque dans les années 1970, un spectacle était proposé aux invités après le dîner, et Louis de Funès y joua notamment pour Charles de Gaulle.

### Tapisseries
Les murs sont recouverts de six tapisseries des Gobelins du XVIIIe siècle :
- quatre tapisseries appartenant à la suite de L'Histoire d'Esther d'après Jean-François de Troy :
  - La Toilette d'Esther,
  - Le Repas d'Esther,
  - Le Triomphe de Mardochée,
  - Le Dédain de Mardochée ;
- la tapisserie Le Mois de décembre : Les Patineurs appartenant à la suite des Mois de Lucas, réalisés en 1770 d'après Lucas de Leyde ;
- une tapisserie appartenant à la suite des Nouvelles portières de Diane réalisée entre 1728 et 1734 d'après Pierre-Josse Perrot pour Stanislas Leszczynski, beau-père du roi Louis XV.

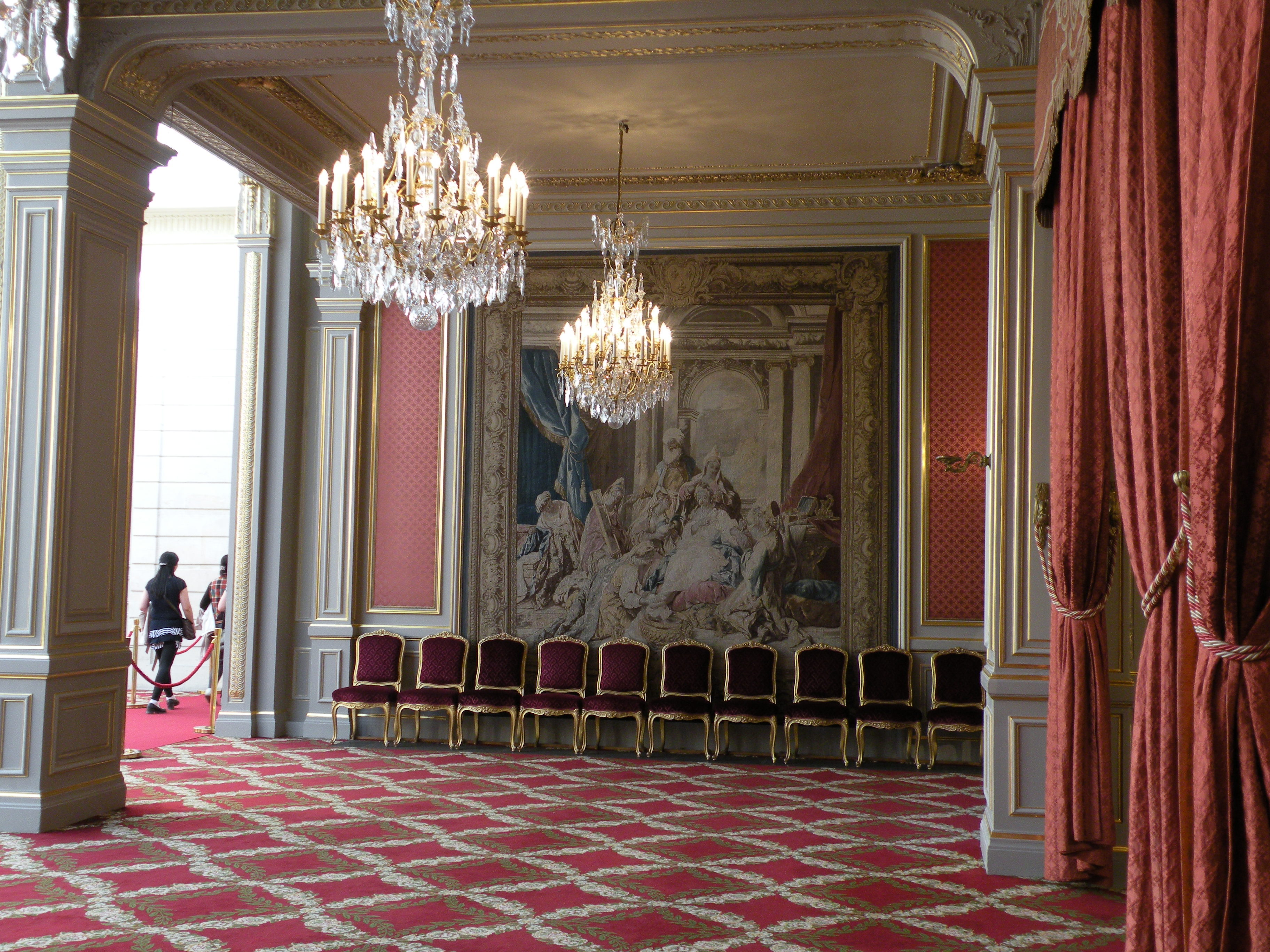
La Toilette d'Esther.
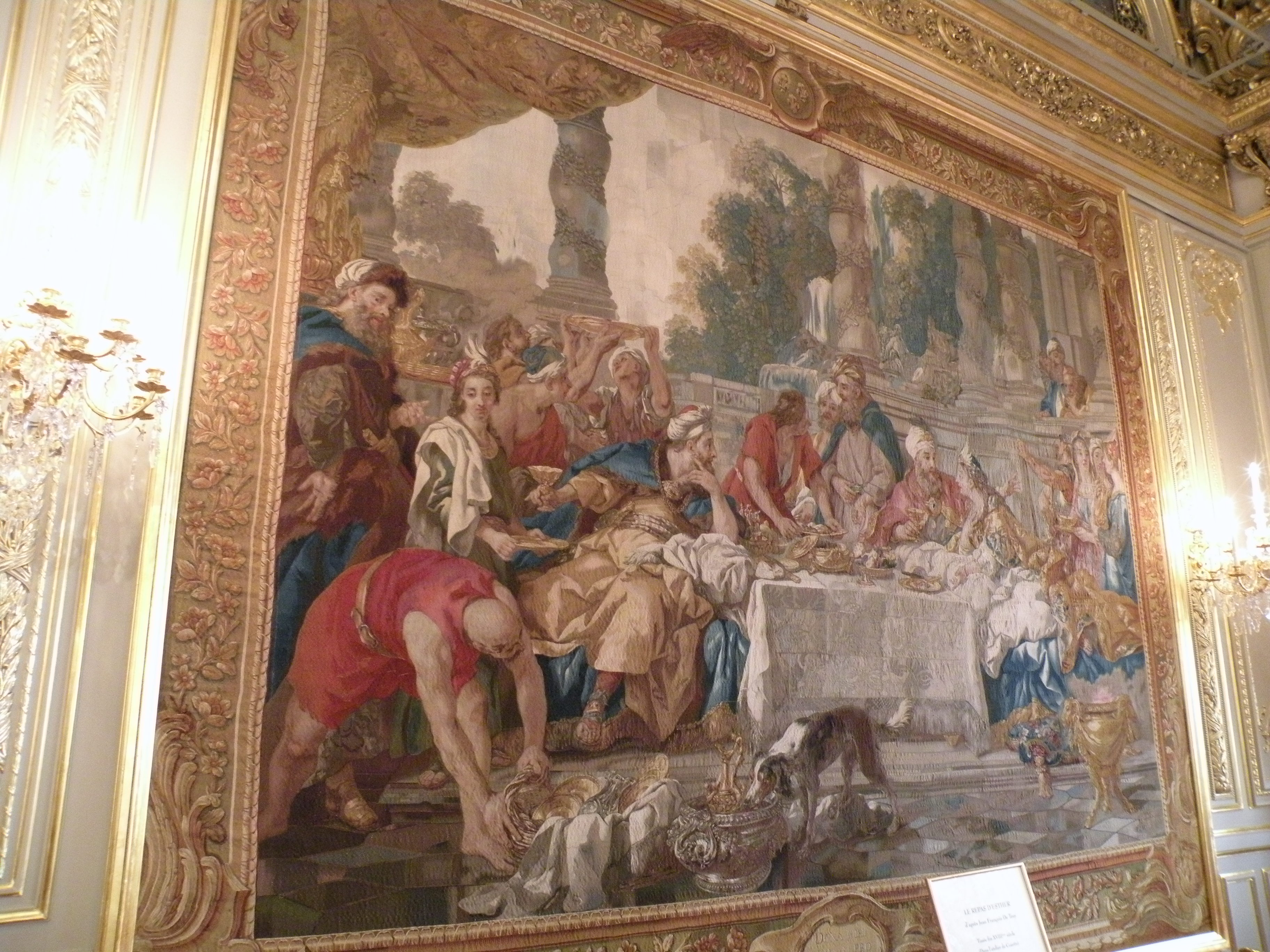
Le Repas d'Esther.
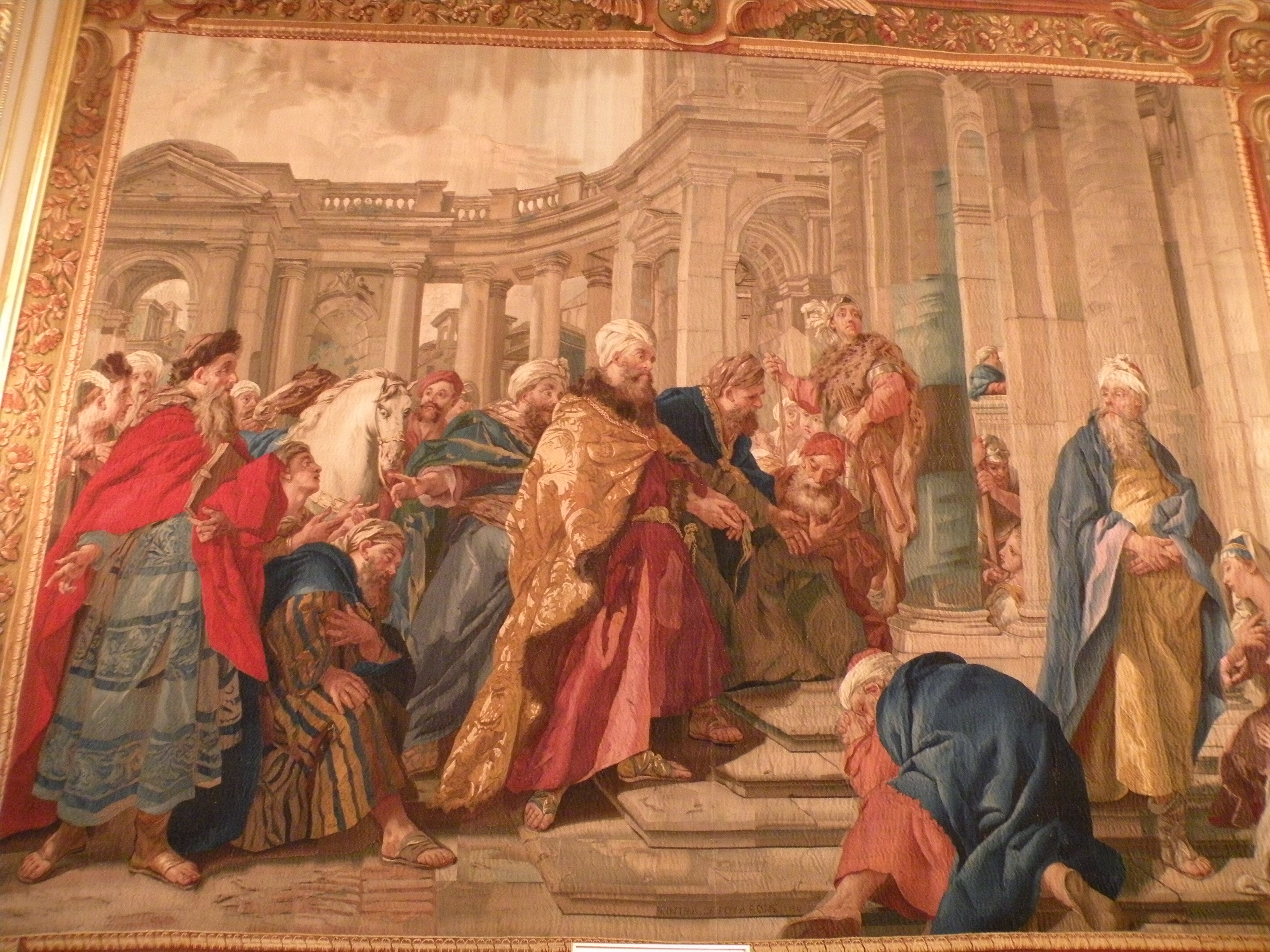
Le Dédain de Mardochée.
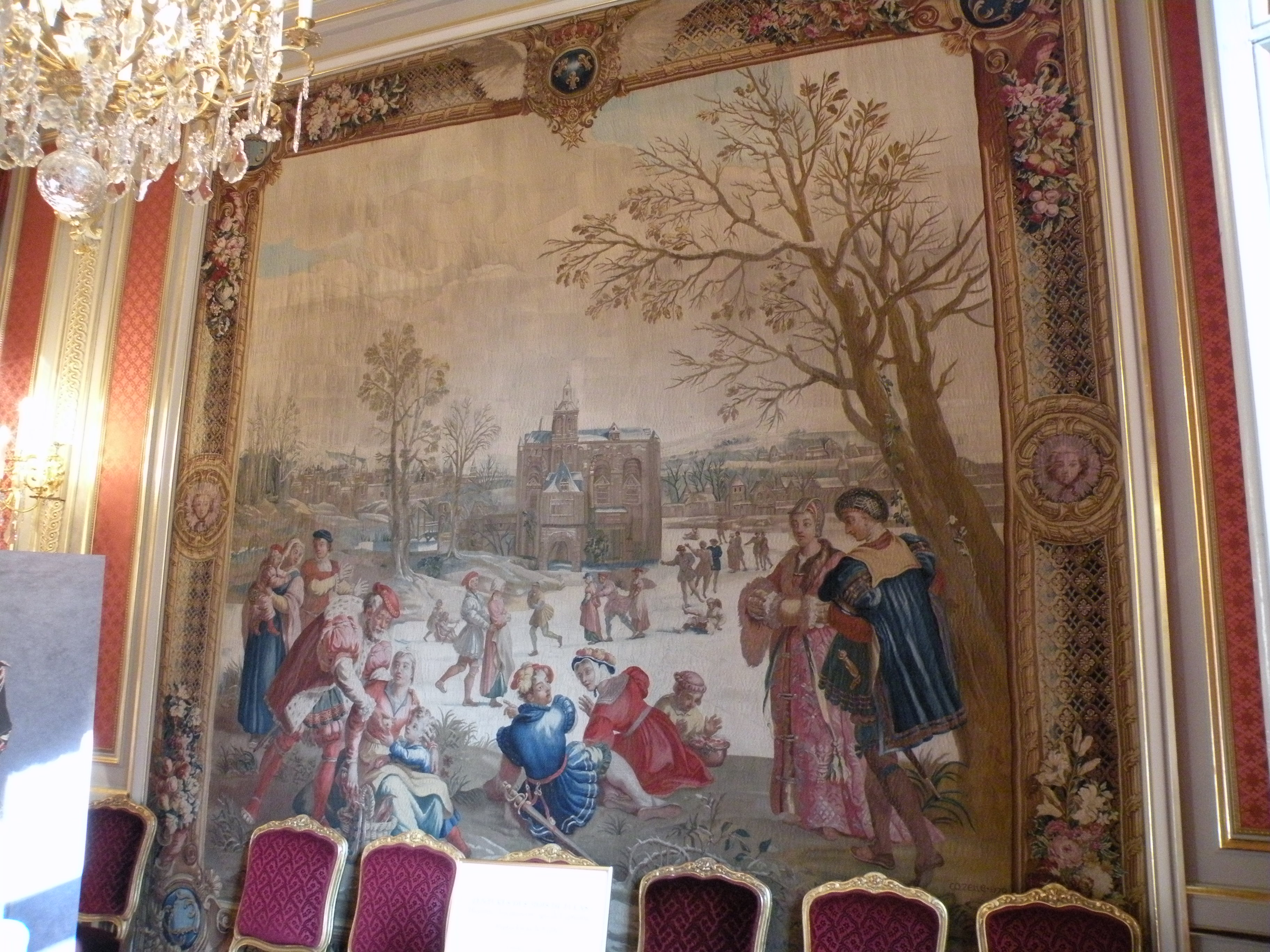
Le Mois de décembre : Les Patineurs.
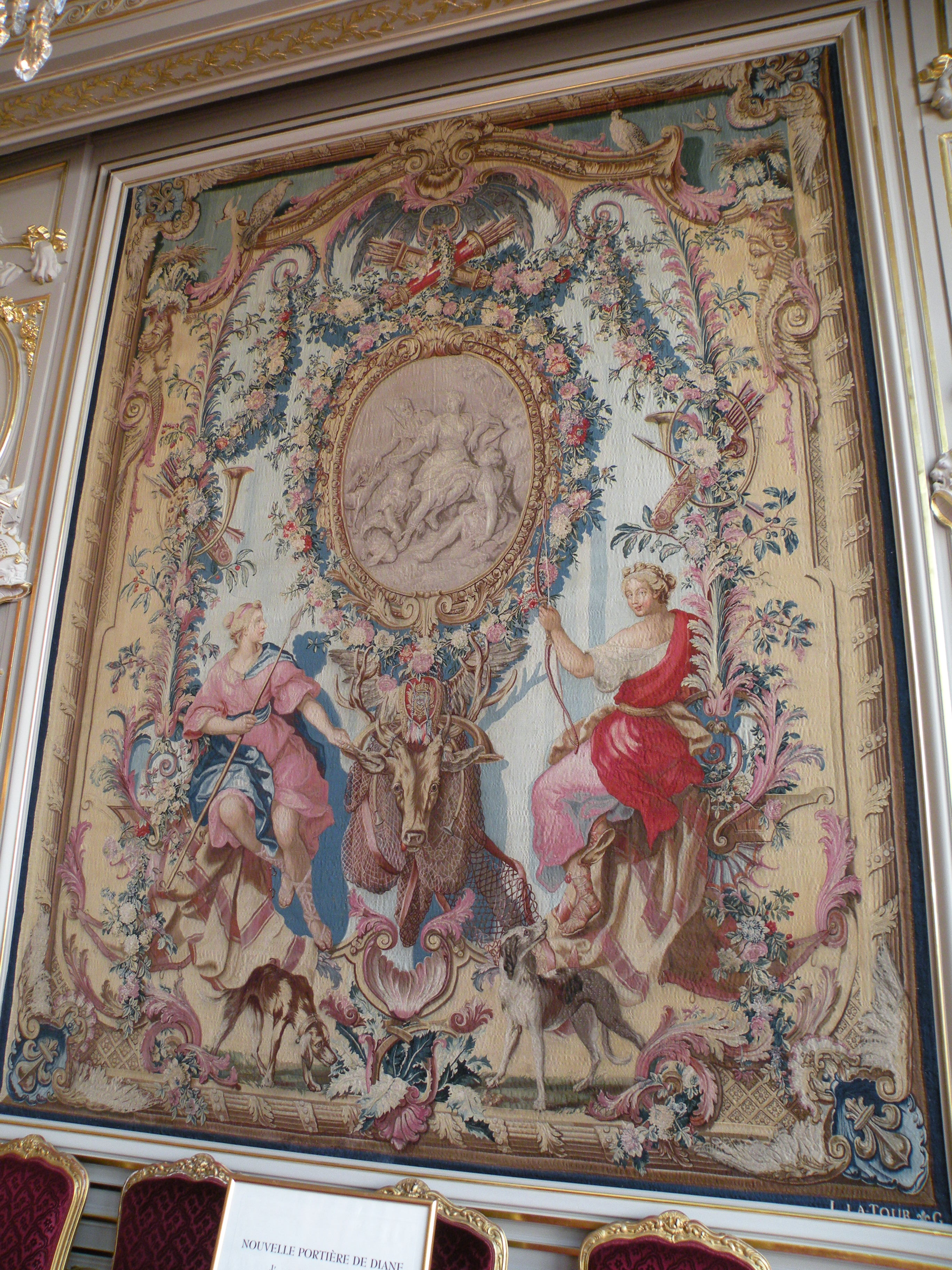
Nouvelle portière de Diane.

### Plafonds
La salle des fêtes est ornée de lourds plafonds à caissons peints en 1896 par l'artiste Guillaume Dubufe. Il y représente la République sauvegardant la Paix, encadrée des allégories de l'Art et de la Science.

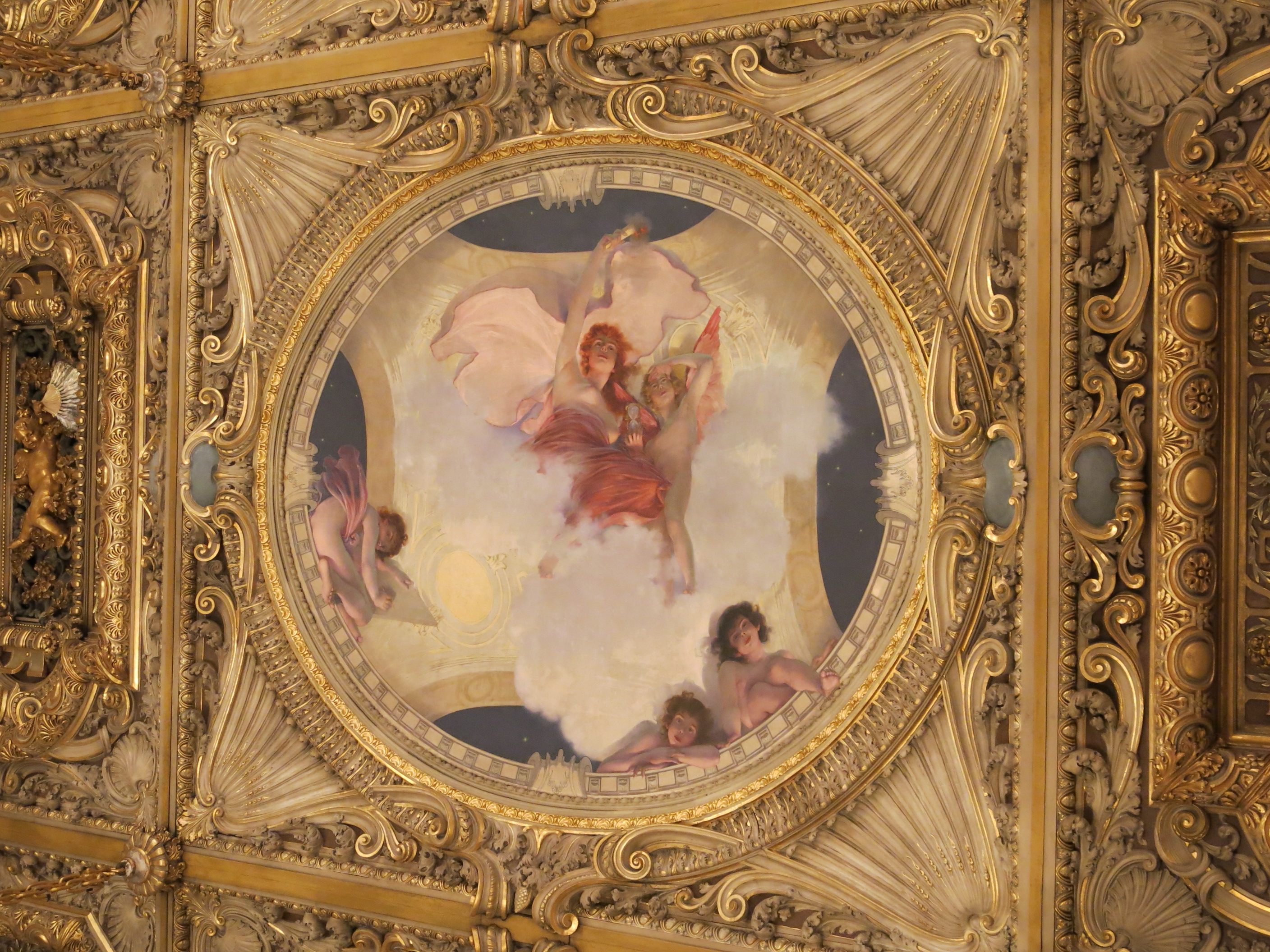
La Science.
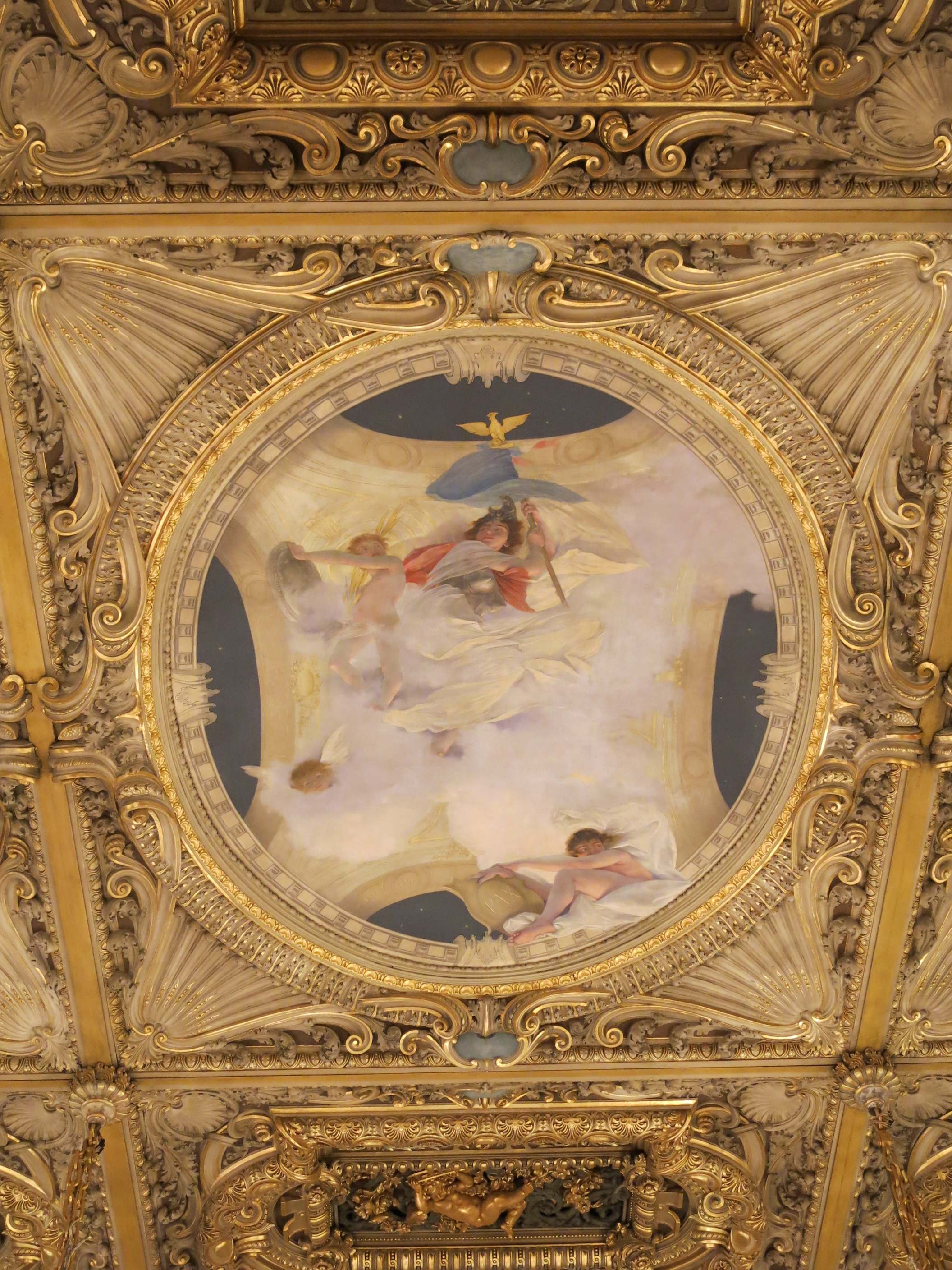
La République sauvegardant la Paix.
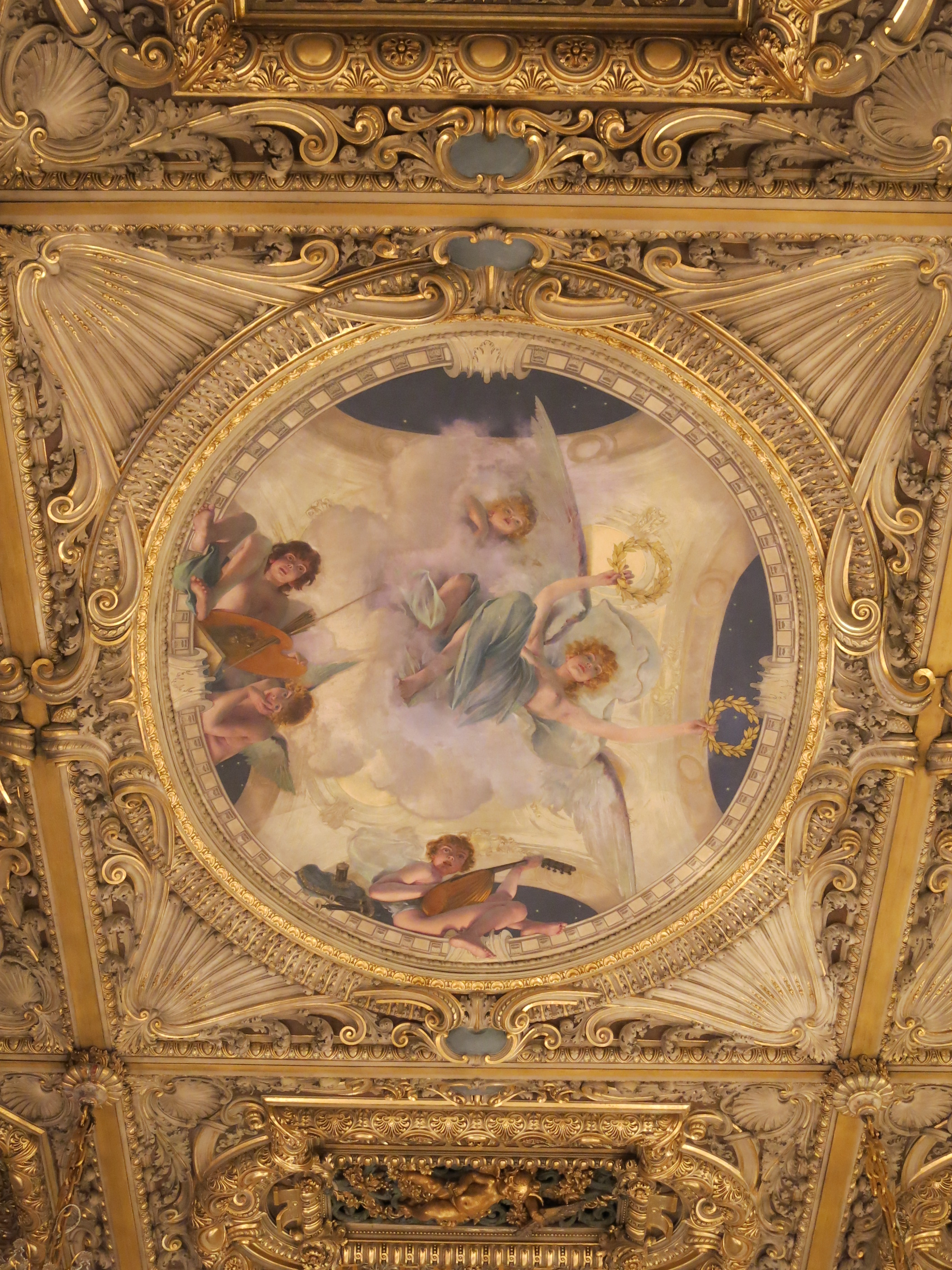
L'Art.

## Réceptions
La salle des fêtes est le principal lieu pour les réceptions et les dîners d'État, ces derniers étant organisés de concert par les cuisines du palais et la cave à vin du palais. Le palais possède 10 000 pièces d'argenterie, 7 000 verres et carafes en cristal et 9 300 assiettes ; la majorité des pièces sont des porcelaines de Sèvres. Un dîner officiel au palais dure moins d'une heure (il était de 2 h 30 min sous le général de Gaulle, qui l'avait auparavant raccourci en faisait passer le nombre de plats de cinq à trois) ; des menus datés disposés près des assiettes sont préparés pour les invités. Le couple présidentiel conserve le dernier mot dans le choix des menus,.

## Histoire

### Sous la Troisième République
Le président de la République Sadi Carnot fait construire la salle des fêtes par l'architecte Adrien Chancel, sur la base des plans d'Eugène Debressenne. La demande de Carnot provient de sa préoccupation eu égard au lustre de la fonction présidentielle. La construction commence en 1888, et la salle est inaugurée le 25 mai 1889 à l'occasion d'une fête réunissant 8 000 invités, dans le cadre de l'exposition universelle se tenant cette année-là à Paris, quand bien même sa décoration, inachevée, se poursuit jusqu'en 1950.
Afin de mettre les invités à l'abri des intempéries et aménager un vestiaire, Sadi Carnot fait également édifier une verrière le long de la façade nord du bâtiment principal, donnant sur la cour d'honneur, baptisée sous la IIIe République la « Cage aux singes », car c'est là que se réalisaient les photographies de famille des gouvernements lors de leur mise en place.
En 1889, Cécile Carnot suggère qu'en décembre soit installé un sapin de Noël dans la salle des fêtes pour organiser un « Noël des enfants pauvres ». Depuis lors, la salle des fêtes accueille chaque année un grand sapin de Noël.

### Sous la Quatrième République
La « Cage aux singes » est entièrement détruite en 1947 par Vincent Auriol, qui à la place fait installer les actuels vestiaires au sous-sol, étant reliés au vestibule par des monte-charge.

### Sous la Cinquième République
Sous la présidence de Charles de Gaulle, la salle des fêtes sert, certains dimanches, de salle de projection de films ; cette utilisation disparaît sous la présidence de Georges Pompidou, qui fait aménager le cinéma du palais de l'Élysée. De Gaulle utilise la salle des fêtes comme salle de réception des journalistes lors de ses conférences de presse,,.
Le président François Mitterrand fait percer dix portes-fenêtres dans les murs Sud et Est donnant sur le parc, tandis qu'à  l'origine, la salle était cloisonnée sur ses deux longueurs.
François Hollande fait restaurer la pièce afin d'améliorer son étanchéité à la suite d'une averse s'étant infiltrée par les toits de la salle.
En 2018, Emmanuel Macron fait retirer les rideaux de couleur rouge de la salle. Il y tient trois conférences de presse :
- le 25 avril 2019 pour restituer les enseignements du Grand débat national[10] ;
- le 9 décembre 2021 pour lancer la présidence française du Conseil de l'UE en 2022[11] ;
- le 16 janvier 2024[12] dans le contexte de la campagne pour les élections européennes de 2024.

Évènements historiques ayant eu lieu dans la salle des fêtes de l'Élysée
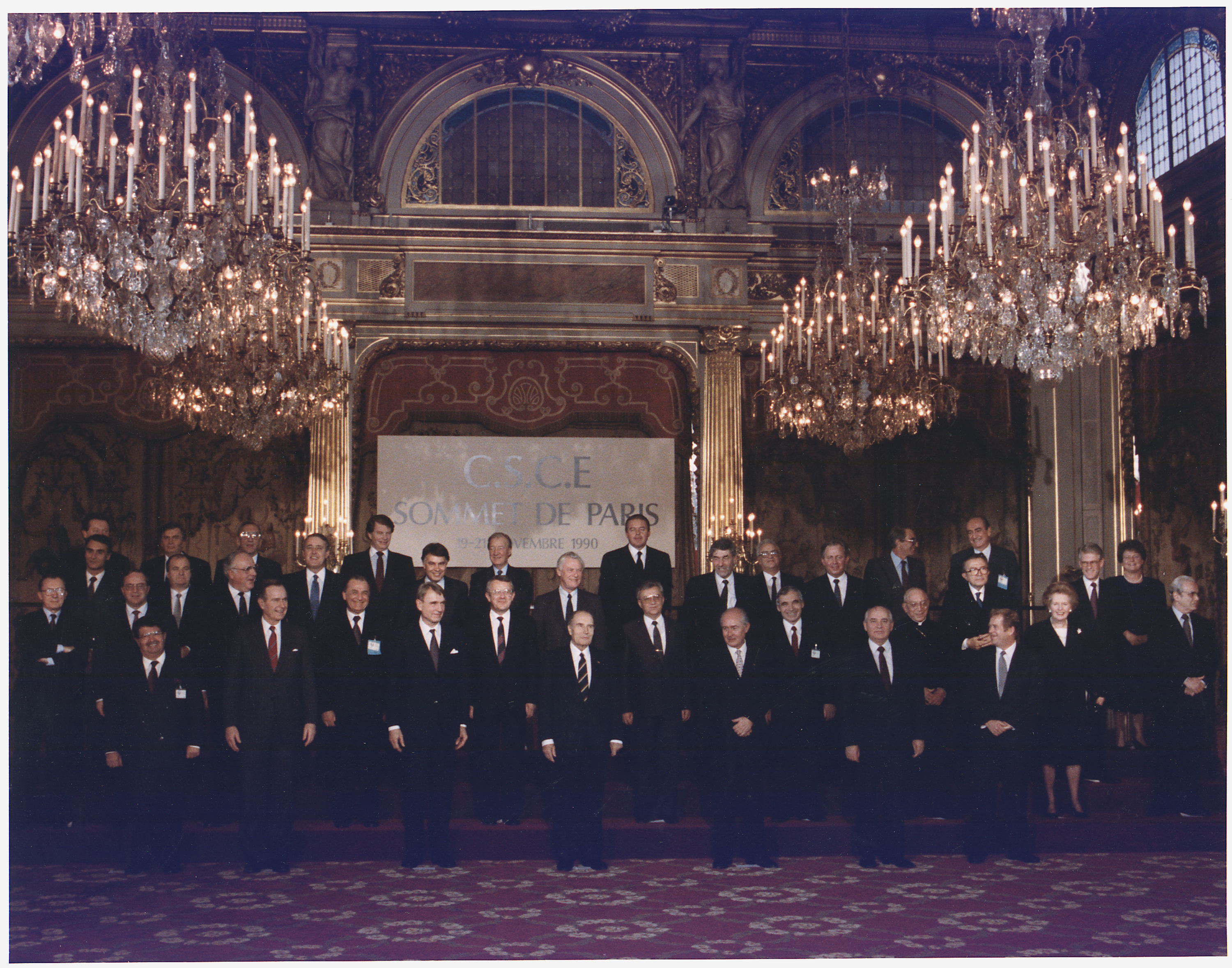
Chefs d'État réunis dans la salle des fêtes de l'Élysée lors de la Conférence sur la sécurité et la coopération en Europe (CSCE), le 21 novembre 1990, pour signer la Charte de Paris pour une nouvelle Europe.
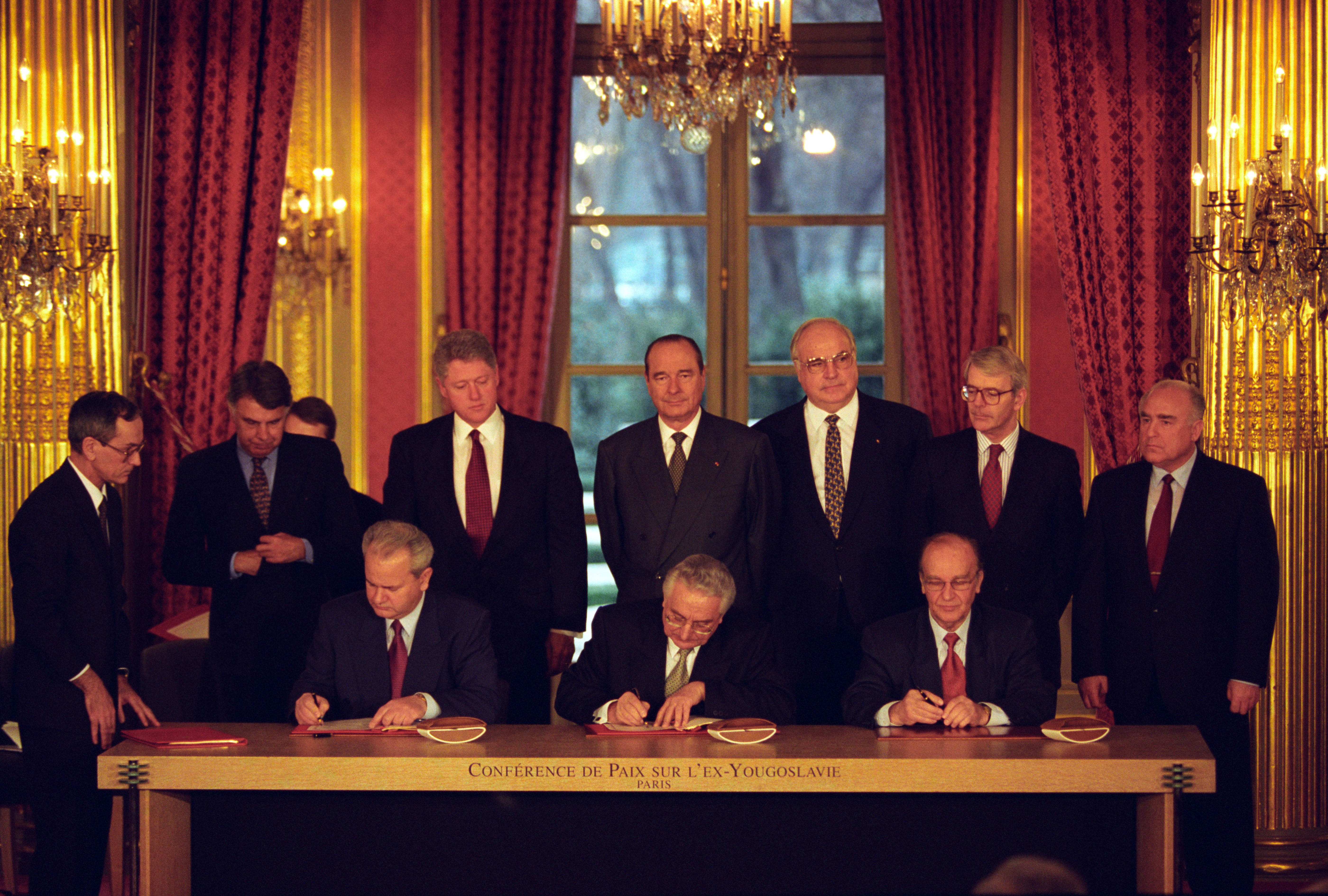
Les présidents Milošević (Serbie), Izetbegović (Bosnie), et Tuđman (Croatie), signent les accords de Dayton dans la salle des fêtes de l'Élysée le 14 décembre 1995, mettant fin à la guerre de Bosnie-Herzégovine.